# 二桃殺三士

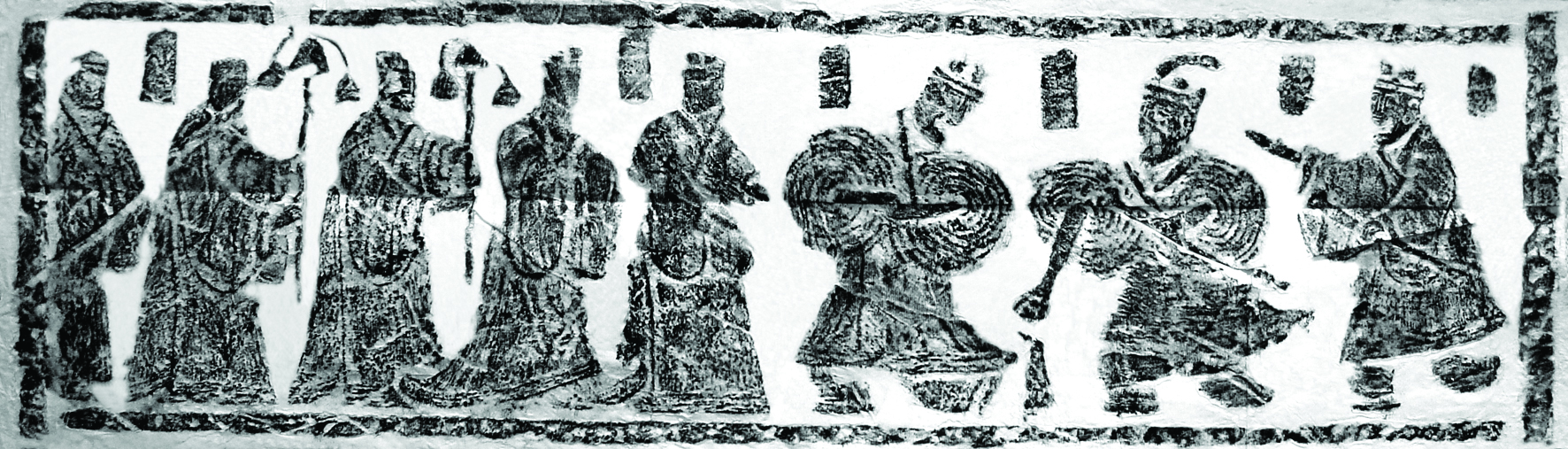
汉代“二桃杀三士图”画像石拓片

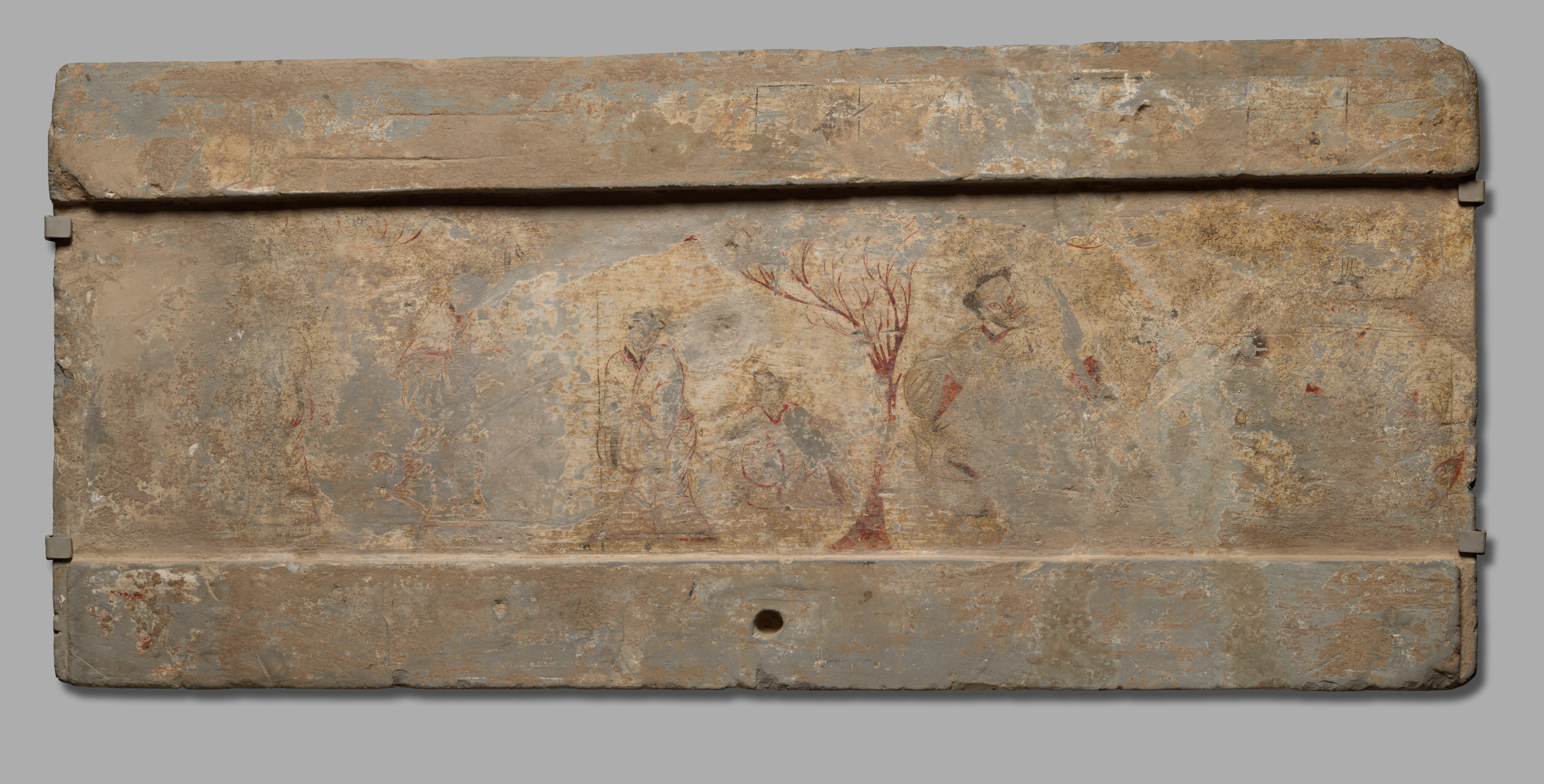
二桃杀三士画像砖

二桃殺三士是中国古代一则历史故事，最早记载于《晏子春秋》，后演变成成语，表示用計谋杀人。此故事在先秦文獻極少記載，直到汉代畫像石開始有廣為流傳其場景，依賴口傳為重要方式延續後世記述，故事版本完全成型按學術研究推斷是在魏晉之後。在民間流傳過程裡，該故事被引用再創作為畫像、話本、小說、詩歌等多種形式，而著述內容也有所變化。

## 事件過程
据《晏子春秋》记载，春秋齐景公时，齐国有公孙接、田开疆、古冶子三名大将，恃勇而骄，甚至连齐相晏婴都不放在眼里。晏婴于是与景公商议除掉三人，并让景公将两只桃子赐给三人，让三人按照功劳大小吃桃子。公孙接、田开疆二人各自夸耀自己的功绩，并先后取走两只桃子。古冶子见状不服，在陈述了自己的功绩后，与公孙接、田开疆拔剑相向。公孙接、田开疆见状，自感羞愧，双双交出桃子，自刎身亡。古冶子见二人自杀，也感到万分羞愧，不愿独生，当场自刎身死。景公下令厚葬三人。

## 流傳版本
汉朝齐鲁民歌兼乐府诗《梁父吟》抒發對三位勇士犧牲的感嘆，對晏子的權謀也稍稍做了諷刺。在古代該作是用作葬歌的一支民間曲調，音調悲切悽苦，曲調已不傳。
唐代李白同有數份詩作言及該事，如《懼讒》：「二桃殺三士，詎假劍如霜？眾女妒蛾眉，雙花競春芳。魏姝信鄭袖，掩袂對懷王。一惑巧言子，朱顏成死傷。行將泣團扇，戚戚愁人腸」:1192-1193，又如與齊魯樂府詩同名的《梁甫吟》：「智者可捲愚者豪，世人見我輕鴻毛。力排南山三壯士，齊相殺之費二桃。吳楚弄兵無劇孟，亞夫哈爾為徒勞…」:203-207。
明代馮夢龍《喻世明言》有《晏平仲二桃殺三士》轉述該事，並有添加系列情節令之更為生動而跌宕起伏。

### 石刻畫
考古發掘在多個地方發現的石畫像有記錄該事，如在漢陽出土西漢壁畫所繪的春秋故事，內有二桃殺三士場面；武梁祠石刻內有《晏嬰二桃殺三士圖》；於洛陽出土的西漢空心磚墓，有二桃殺三士壁畫；於山東嘉祥縣宋山村，出土有同一內容的畫像石:26；等等。